# Fussball Club Luzern 2002-2003
Questa voce raccoglie le informazioni riguardanti il Fussball Club Luzern nelle competizioni ufficiali della stagione 2002-2003.

## Stagione
Nella stagione 2002-2003 il Lucerna, allenato da Hans-Peter Zaugg, concluse il campionato di Lega Nazionale A al 9º posto. Il Lucerna concluse il torneo di promozione/relegazione al 3º posto e fu retrocesso in Challenge League.

## Rosa
| N. |                                 | Ruolo | Calciatore        |
| -- | ------------------------------- | ----- | ----------------- |
| 1  | Svizzera (bandiera)             | P     | Andreas Hilfiker  |
| 3  | Svizzera (bandiera)             | D     | Ronny Hodel       |
| 4  | Bosnia ed Erzegovina (bandiera) | C     | Nevzet Zukic      |
| 10 | Svizzera (bandiera)             | C     | David Andreoli    |
| 14 | Svizzera (bandiera)             | C     | Genc Mehmeti      |
| 17 | Germania (bandiera)             | C     | Christian Brand   |
| 24 | Argentina (bandiera)            | A     | Matias Cenci      |
| 19 | Svizzera (bandiera)             | D     | Olivier Biaggi    |
| 25 | Francia (bandiera)              | D     | Lionel Djebi-Zadi |
| 16 | Svizzera (bandiera)             | D     | Diango Malacarne  |
| 2  | Svizzera (bandiera)             | D     | Oliver Maric      |
| 12 | Svizzera (bandiera)             | D     | Markus Meier      |
| 5  | Svizzera (bandiera)             | D     | Dario Rota        |
| 21 | Svizzera (bandiera)             | D     | Mario Schnyder    |

| N. |                       | Ruolo | Calciatore           |
| -- | --------------------- | ----- | -------------------- |
| 13 | Svizzera (bandiera)   | D     | Christian Schwegler  |
| 23 | Argentina (bandiera)  | C     | Adrian Giampietri    |
| 29 | Svizzera (bandiera)   | C     | Philipp Heinzer      |
| 15 | Svizzera (bandiera)   | C     | Simon Hofer          |
| 20 | Svizzera (bandiera)   | C     | Daniel Joller        |
| 6  | Capo Verde (bandiera) | C     | Alexandre Monteiro   |
| 26 | Svizzera (bandiera)   | C     | Marko Sucic          |
| 28 | Capo Verde (bandiera) | A     | Édson                |
| 7  | Georgia (bandiera)    | A     | Mikhail Kavelashvili |
| 11 | Svizzera (bandiera)   | A     | Patrick Koch         |
| 27 | Capo Verde (bandiera) | A     | Kelly Lima Spencer   |
| 9  | Svizzera (bandiera)   | A     | André Muff           |
| 22 | Brasile (bandiera)    | A     | Naldo                |
|    | Svizzera (bandiera)   | C     | Francesco Di Jorio   |

## Organigramma societario
Area tecnica
- Allenatore: Hans-Peter Zaugg
- Allenatore in seconda:
- Preparatore dei portieri:
- Preparatori atletici:

## Calciomercato

### Sessione estiva
| Acquisti | Acquisti | Acquisti | Acquisti |
| R.       | Nome     | da       | Modalità |
| -------- | -------- | -------- | -------- |

| Cessioni | Cessioni | Cessioni | Cessioni |
| R.       | Nome     | a        | Modalità |
| -------- | -------- | -------- | -------- |

### Sessione invernale
| Acquisti | Acquisti | Acquisti | Acquisti |
| R.       | Nome     | da       | Modalità |
| -------- | -------- | -------- | -------- |

| Cessioni | Cessioni | Cessioni | Cessioni |
| R.       | Nome     | a        | Modalità |
| -------- | -------- | -------- | -------- |

## Risultati

### Lega Nazionale A

#### andata
| Arbitro: | Salm |

|                                  |           |                    |
| Häberli 56’ Chapuisat 88’ (rig.) | Marcatori | 27’ Muff 90’ Arrué |

| Arbitro: | Rutz |

|                                |           |  |
| Arrué 49’ (rig.) Koch 51’, 63’ | Marcatori |  |

| Arbitro: | Bertolini |

|                                                        |           |  |
| Gane 13’, 54’ Tachie-Mensah 23’ Colacino 84’ Nixon 86’ | Marcatori |  |

| Arbitro: | Rutz |

|                 |           |                                             |
| Muff 59’ (rig.) | Marcatori | 10’ Gygax 62’ (aut.) Malacarne 90’ Raimondi |

| Arbitro: | Circhetta |

|                   |           |  |
| Senderos 12’, 49’ | Marcatori |  |

| Arbitro: | Leuba |

|                            |           |          |
| Aziawonou 9’ Rama 52’, 80’ | Marcatori | 47’ Muff |

| Arbitro: | Nobs |

|              |           |  |
| Andreoli 41’ | Marcatori |  |

| Arbitro: | Beck |

|                       |           |                                        |
| Giménez 36’ Rossi 45’ | Marcatori | 12’ Monteiro 85’ Malacarne 88’ Enrique |

| Arbitro: | Circhetta |

|              |           |             |
| Monteiro 19’ | Marcatori | 64’ Mordeku |

| Arbitro: | Bertolini |

|               |           |                       |
| de Napoli 21’ | Marcatori | 39’ Monteiro 90’ Muff |

| Arbitro: | Rogalla |

|  |           |             |
|  | Marcatori | 71’ Leandro |

#### ritorno
| Lucerna 14 settembre 2002, ore 19:30 CEST 12ª giornata | Lucerna | 0 – 0 referto | Young Boys | Stadion Allmend (6 197 spett.)\| Arbitro: \| Beck \| |
| Arbitro:                                               | Beck    |               |            |                                                      |

| Arbitro: | Busacca |

|                                     |           |                    |
| Di Zenzo 88’ (rig.) Biancavilla 90’ | Marcatori | 65’ Muff 72’ Arrué |

| Arbitro: | Salm |

|                  |           |  |
| Kavelashvili 60’ | Marcatori |  |

| Arbitro: | Petignat |

|                      |           |                  |
| Keita 36’ Iodice 90’ | Marcatori | 41’ (aut.) König |

| Arbitro: | Bertolini |

|                                                        |           |                            |
| Brand 16’ (rig.) Londono 45’ (aut.) Muff 79’ Hofer 90’ | Marcatori | 21’, 67’ Frei 43’ Lombardo |

| Arbitro: | Etter |

|                  |           |                      |
| Kavelashvili 37’ | Marcatori | 7’ Streller 55’ Rama |

| Arbitro: | Nobs |

|                                     |           |                       |
| Núñez 31’ (rig.), 77’ Schwegler 79’ | Marcatori | 3’ Brand 87’ Di Jorio |

| Arbitro: | Rogalla |

|                  |           |                  |
| Brand 33’ (rig.) | Marcatori | 82’ (aut.) Zukic |

| Arbitro: | Salm |

|                      |           |               |
| Lustrinelli 64’, 75’ | Marcatori | 44’ Malacarne |

| Arbitro: | Beck |

|                           |           |  |
| Muff 22’ Brand 87’ (rig.) | Marcatori |  |

| Arbitro: | Busacca |

|                                  |           |                        |
| Leandro 18’ Simo 88’ Valente 90’ | Marcatori | 20’ Di Jorio 84’ Brand |

### Play-off

#### andata
| Arbitro: | Nobs |

|                                            |           |                           |
| Imhof 4’ Tachie-Mensah 7’, 87’ Merenda 17’ | Marcatori | 5’ Brand 26’ Kavelashvili |

| Arbitro: | Rogalla |

|  |           |             |
|  | Marcatori | 45’ Vanetta |

| Arbitro: | Bernold |

|                                      |           |                                 |
| Ojong 3’, 49’ (rig.) Biancavilla 31’ | Marcatori | 5’ Muff 9’ Giampietri 85’ Brand |

| Arbitro: | Rutz |

|                    |           |         |
| Muff 45’ Cenci 89’ | Marcatori | 5’ Neri |

| Vaduz 6 aprile 2003, ore 16:15 CEST 5ª giornata | Vaduz   | 0 – 0 referto | Lucerna | Rheinpark (1 900 spett.)\| Arbitro: \| Busacca \| |
| Arbitro:                                        | Busacca |               |         |                                                   |

| 12 aprile 2003 6ª giornata |  | – turno di riposo |  |  |

| Arbitro: | Rogalla |

|  |           |           |
|  | Marcatori | 58’ Cenci |

#### ritorno
| Arbitro: | Leuba |

|                  |           |             |
| Kavelashvili 90’ | Marcatori | 8’ Baubonne |

| 4 maggio 2003 9ª giornata |  | – turno di riposo |  |  |

| Arbitro: | Bertolini |

|                                   |           |  |
| Muff 16’, 90’ Cenci 84’ Hofer 90’ | Marcatori |  |

| Arbitro: | Salm |

|                          |           |                         |
| Neri 9’, 85’ Renggli 31’ | Marcatori | 13’, 17’ Cenci 33’ Muff |

| Arbitro: | Beck |

|                                               |           |  |
| Muff 59’, 74’, 77’ Brand 83’ (rig.) Cenci 90’ | Marcatori |  |

| Arbitro: | Rogalla |

|                                          |           |                           |
| de Napoli 10’ Citko 55’ Chassot 75’, 81’ | Marcatori | 63’ Kavelashvili 85’ Muff |

| Arbitro: | Busacca |

|           |           |                                                   |
| Cenci 40’ | Marcatori | 37’ Boumelaha 52’, 62’ Merenda 81’ Senn 84’ Jairo |

## Statistiche

### Statistiche di squadra
| Competizione                     | Punti | In casa | In casa | In casa | In casa | In casa | In casa | In trasferta | In trasferta | In trasferta | In trasferta | In trasferta | In trasferta | Totale | Totale | Totale | Totale | Totale | Totale | DR |
| Competizione                     | Punti | G       | V       | N       | P       | Gf      | Gs      | G            | V            | N            | P            | Gf           | Gs           | G      | V      | N      | P      | Gf     | Gs     | DR |
| -------------------------------- | ----- | ------- | ------- | ------- | ------- | ------- | ------- | ------------ | ------------ | ------------ | ------------ | ------------ | ------------ | ------ | ------ | ------ | ------ | ------ | ------ | -- |
| Lega Nazionale A                 | 26    | 11      | 5       | 3       | 3       | 15      | 11      | 11           | 2            | 2            | 7            | 16           | 27           | 22     | 7      | 5      | 10     | 31     | 38     | -7 |
| Torneo di promozione/relegazione | -     | 6       | 3       | 1       | 2       | 13      | 8       | 6            | 1            | 3            | 2            | 11           | 14           | 12     | 4      | 4      | 4      | 24     | 22     | +2 |
| Totale                           | 26    | 17      | 8       | 4       | 5       | 28      | 19      | 17           | 3            | 5            | 9            | 27           | 41           | 34     | 11     | 9      | 14     | 55     | 60     | -5 |

### Andamento in campionato
| Giornata  | 1  | 2 | 3  | 4  | 5  | 6  | 7  | 8  | 9 | 10 | 11 | 12 | 13 | 14 | 15 | 16 | 17 | 18 | 19 | 20 | 21 | 22 |
| --------- | -- | - | -- | -- | -- | -- | -- | -- | - | -- | -- | -- | -- | -- | -- | -- | -- | -- | -- | -- | -- | -- |
| Luogo     | T  | C | T  | C  | T  | T  | C  | T  | C | T  | C  | C  | T  | C  | T  | C  | C  | T  | C  | T  | C  | T  |
| Risultato | N  | V | P  | P  | P  | P  | V  | V  | N | V  | P  | N  | N  | V  | P  | V  | P  | P  | N  | P  | V  | P  |
| Posizione | 12 | 9 | 11 | 12 | 12 | 12 | 11 | 11 | 9 | 10 | 11 | 9  | 9  | 8  | 9  | 8  | 8  | 9  | 9  | 9  | 9  | 9  |

Legenda:

Luogo: C = Casa; T = Trasferta. Risultato: V = Vittoria; N = Pareggio; P = Sconfitta.

### Statistiche dei giocatori
| D. Andreoli     | 9  | 1 | 0 | 0 |
| F. Arrué        | 13 | 3 | 4 | 1 |
| O. Biaggi       | 2  | 0 | 0 | 0 |
| C. Brand        | 12 | 5 | 2 | 0 |
| M. Cenci        | 12 | 7 | 1 | 0 |
| L. Djebi-Zadi   | 4  | 0 | 2 | 0 |
| S. Enrique      | 7  | 1 | 0 | 0 |
| A. Giampietri   | 8  | 1 | 0 | 0 |
| P. Heinzer      | 0  | 0 | 0 | 0 |
| A. Hilfiker     | 22 | 0 | 3 | 0 |
| R. Hodel        | 11 | 0 | 4 | 0 |
| S. Hofer        | 17 | 1 | 2 | 0 |
| D. Joller       | 0  | 0 | 0 | 0 |
| F. Di Jorio     | 8  | 2 | 3 | 0 |
| M. Kavelashvili | 14 | 2 | 1 | 0 |
| P. Koch         | 18 | 2 | 3 | 0 |
| D. Malacarne    | 21 | 2 | 5 | 0 |
| O. Mallea       | 0  | 0 | 0 | 0 |
| O. Maric        | 15 | 0 | 3 | 0 |
| G. Mehmeti      | 7  | 0 | 1 | 0 |
| M. Meier        | 18 | 0 | 0 | 1 |
| A. Monteiro     | 13 | 3 | 2 | 0 |
| A. Muff         | 20 | 7 | 5 | 1 |
| N. Naldo        | 9  | 0 | 1 | 0 |
| D. Rota         | 20 | 0 | 3 | 2 |
| R. Rothenbühler | 6  | 0 | 1 | 0 |
| M. Schnyder     | 0  | 0 | 0 | 0 |
| C. Schwegler    | 21 | 0 | 4 | 0 |
| K. Spencer      | 0  | 0 | 0 | 0 |
| M. Sucic        | 1  | 0 | 0 | 0 |
| N. Zukic        | 15 | 0 | 0 | 0 |
| É. Édson        | 0  | 0 | 0 | 0 |